# Windy Cove
Die Windy Cove (englisch für Windige Bucht) ist eine kleine Bucht an der Nordküste Südgeorgiens. Sie liegt 1 km südöstlich des Antarctic Point im Nordwesten der Antarctic Bay.
Wissenschaftler der britischen Discovery Investigations kartierten sie 1929. Sie benannten sie Whatahope Bay (englisch für Welch-Hoffnung-Bucht). Der weitere Hintergrund dieser Benennung ist nicht überliefert. Infolge der Vermessungen durch den South Georgia Survey zwischen 1951 und 1952 wurde die Bucht in der Annahme, sie sei noch namenlos, versehentlich umbenannt.